# Joseph Mwongela
Joseph Mwongela (ur. 7 kwietnia 1968 w Kakumi) – kenijski duchowny rzymskokatolicki, od 2020 biskup Kitui.

## Życiorys
Święcenia kapłańskie otrzymał 7 września 1996 i został inkardynowany do diecezji Kitui. Był m.in. wychowawcą w diecezjalnym domu formacyjnym, dyrektorem kurialnego wydziału ds. duszpasterstwa powołań, kapelanem szpitalnym oraz wikariuszem generalnym diecezji.
17 marca 2020 papież Franciszek mianował go biskupem diecezjalnym Kitui. Sakry biskupiej udzielił mu 29 sierpnia 2020 roku arcybiskup Hubertus van Megen.